# Борис Цветков (дипломат)
Вижте пояснителната страница за други личности с името Борис Цветков.
Борис Атанасов Цветков е български дипломат.

## Биография
Роден е в село Хотово, община Сандански на 23 март 1918 г. Брат е на народната певица Роза Цветкова. Завършва Горноджумайската гимназия (1936). Като студент по специалност „Право“ на Софийския университет е активен член на БОНСС. Завършва висшето си образоване и започва работа като стажант-адвокат в София (1942).
Участва в Съпротивително движение по време на Втората световна война. След полицейски арест и последващо освобождаване преминава в нелегалност. Партизанин и политически комисар на Партизански отряд „Яне Сандански“, взаимодействащ с партизаните на ЕЛАС.
След 9 септември 1944 г. е на партийна работа в Благоевград. След обучение преминава на дипломатическото поприще. Работи като секретар на посолството в Швейцария (1948), инструктор на ЦК на БКП по външната политика (1956), първия посланик в Алжир (1962 – 1966), заместник-завеждащ отдел „Външна политика и международни отношения“ на ЦК на БКП, посланик в Италия и Малта (1970 – 1976). Заместник-министър на външните работи (1976 – 1988) и постоянен представител на страната в ООН (1980 – 1987). Представлява държавата в Съвета за сигурност на ООН (1985 – 1986). Пенсионира се през 1988 г.
Награден с Орден „Стара планина“ I ст. „за големите му заслуги към Република България и българската дипломатическа служба и по повод 90 години от рождението му“.
Почива в София на 18 ноември 2018 година на 100-годишна възраст.